# Прио Сокаррас, Карлос
Ка́рлос Мануэ́ль При́о Сокарра́с (исп. Carlos Manuel Prío Socarrás; 14 июля 1903, Баия-Онда, Пинар-дель-Рио — 5 апреля 1977, Майами, Флорида) — кубинский политик, президент Кубы. Первый президент Кубы, родившийся на независимой Кубе, и последний, получивший свой пост на всеобщих выборах.
Был свергнут в результате военного переворота под руководством Фульхенсио Батисты 10 марта 1952 года, за три месяца до выборов. После свержения, отправился в изгнание в Соединённые Штаты, где прожил 25 лет, прежде чем покончил жизнь самоубийством в возрасте 73 лет.

## Президентство
В 1940 году Прио был избран сенатором от провинции Пинар-дель-Рио. Четыре года спустя другой член Аутентичной Партии Рамон Грау стал президентом, во время его правления Прио поочерёдно занимал посты министра общественных работ, министра труда и премьер-министра. 1 июля 1948 года он был избран президентом Кубы как член Аутентичной партии. Прио помогали командующий вооруженными силами генерал Генобебо Перес Дамера и полковник Хосе Луис Чинеа Карденас, которые ранее руководили провинцией Санта-Клара.

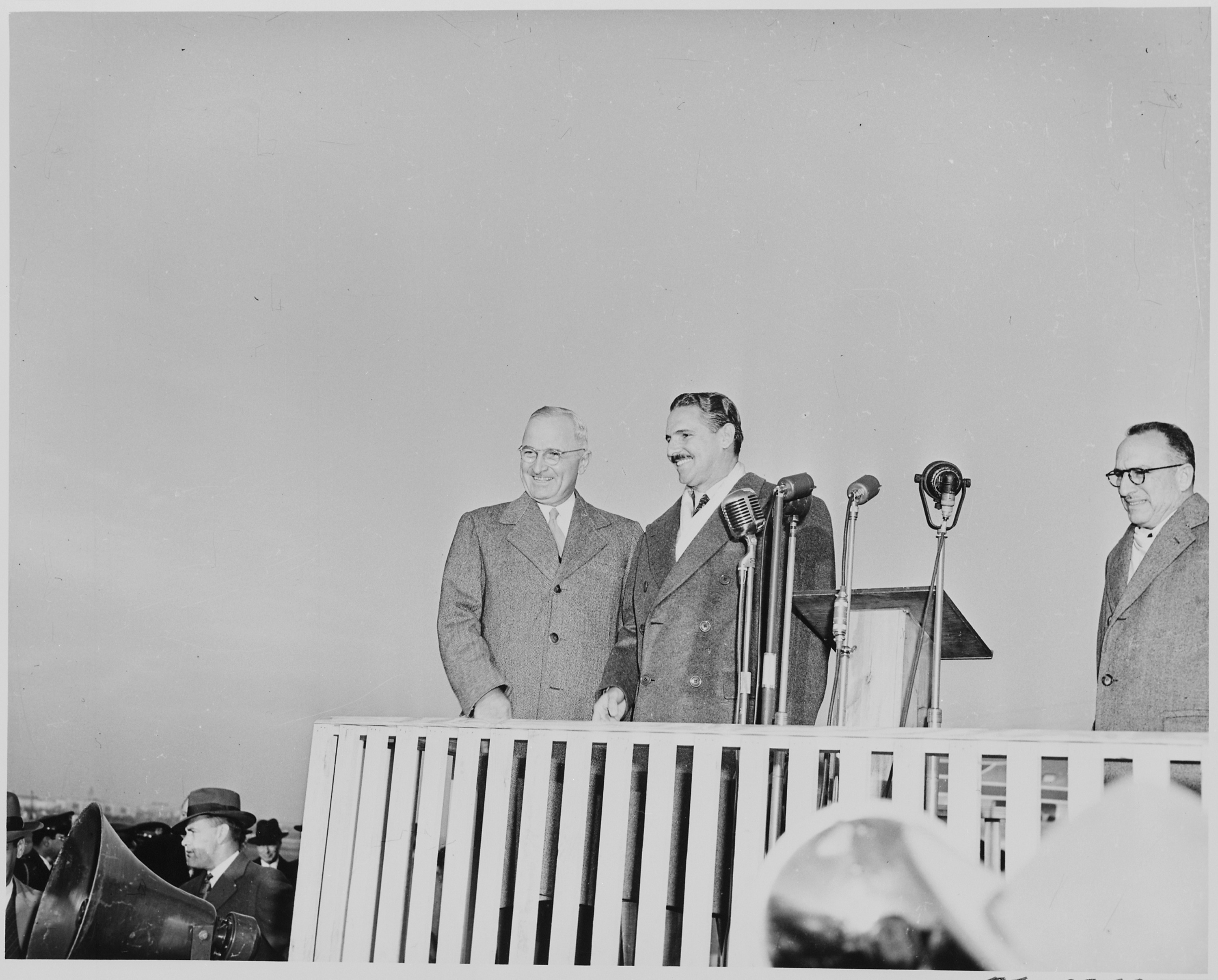
Прио Сокаррас (справа) с президентом США Гарри Трумэном в 1948 году

Восемь лет правления Грау и Прио были, по словам профессора истории Университета штата Пенсильвания Чарльза Амерингера,
[…] уникальными в кубинской истории. Это было время конституционного строя и политической свободы. Они ни в коем случае не были «золотыми годами», но на двух выборах (1944 и 1948) кубинцы имели возможность выразить свое стремление к господству гражданских свобод, главенству кубинской культуры и достижению экономической независимости. Если в кубинском обществе при «Аутентикос» и существовали острые противоречия, то обстоятельства отличались только степенью от сложности и динамики, с которыми повсеместно встречались свободные общества. Как часто кубинцы сравнивали Гавану с Чикаго? 
Прио, прозванный el Presidente Cordial («сердечный президент»), придерживался правления, отмеченного вежливостью, прежде всего в отношении свободы выражения мнений. Среди его успехов можно отметить несколько проектов общественных работ и создание Национального банка и Счётной палаты.
Однако насилие среди политических фракций и сообщения о воровстве и самообогащении в правительственных рядах омрачили президентство Прио. Общественность всё чаще воспринимала администрацию Прио как неэффективную перед лицом насилия и коррупции, как и администрацию Грау до неё.
Поскольку следующие выборы были назначены на середину 1952 года, появились слухи о запланированном военном перевороте дальновидным кандидатом в президенты Фульхенсио Батистой. Прио, не видя конституционных оснований для подобных действий, не воспрепятствовал перевороту. Слухи воплотились в реальность, когда 10 марта 1952 года Батиста и его сотрудники захватили военные и полицейские участки по всей стране и оккупировали основные радио- и телестанции. Батиста пришёл к власти, в то время как Прио, не сумев оказать сопротивления, сел в самолёт и отправился в изгнание.

По словам Артура М. Шлезингера-младшего, Прио позднее сказал о своём президентстве:
Говорят, я был ужасным президентом Кубы. Это может быть правдой. Но я был лучшим президентом Кубы.
Во время Кубинской революции поддержал Движение 26 июля: яхта «Гранма», принявшая участие в высадке в Орьенте, была куплена в том числе на деньги бывшего президента Прио по ходатайству Тересы Касусо Морин. После победы революции Прио вернулся на Кубу, однако впоследствии разочаровался марксистко-ленинской позицией новой власти и вновь уехал в США.

## Личная жизнь и смерть

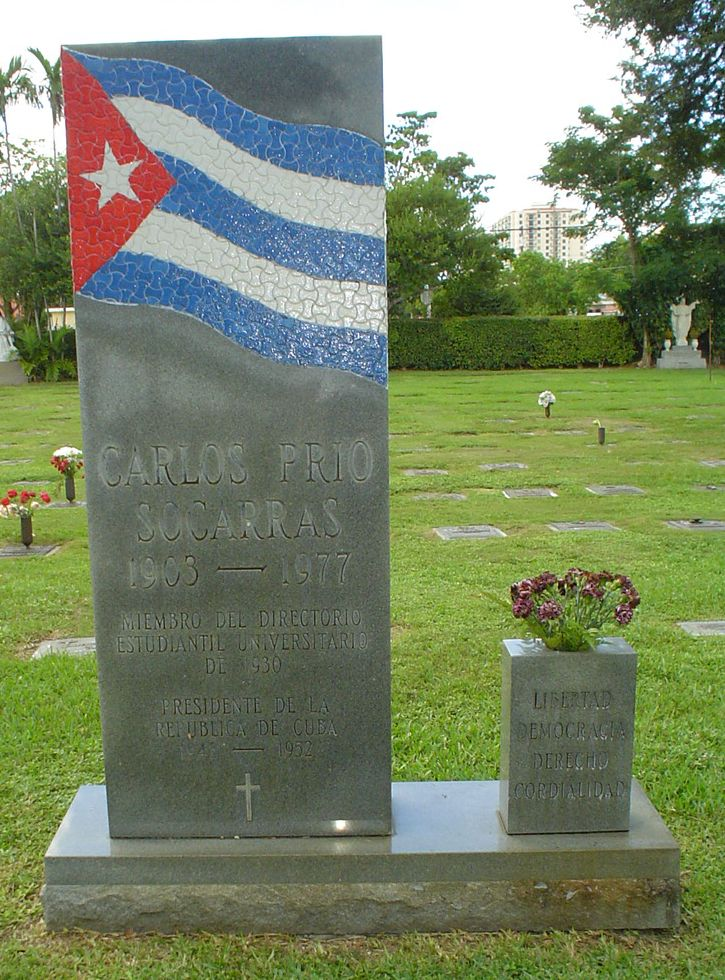
Могила Карлоса Прио

Прио впервые женился на Инес Джорджине (Джине) Карелл Педроса, и у них родилась дочь Росио Гваделупе Прио-Карелл. Он женился на Марии Долорес «Мэри» Тарреро-Серрано (1924—2010) 17 июня 1945 года в часовне Президентского дворца, и у них родились две дочери, Мария Антонетта Прио-Тарреро (вышла замуж за Сезара Одио, бывшего городского управляющего Майами) и Мария Элена Прио-Тарреро (разведена с Альфредо Дюраном, бывшим председателем Демократической партии Флориды). У него также было двое признанных детей от его бывшей любовницы Селии Розы Тузе Масфера: Карлос Прио-Тузе, архитектор, и Родольфо (Руди) Прио-Тузе.
Прио покончил жизнь самоубийством выстрелом в грудь 5 апреля 1977 года в Майами-Бич, в возрасте 73 лет. Он и его жена Мэри похоронены на кладбище и мавзолее Вудлон-Парк (ныне кладбище и мавзолей Кабальеро Риверо Вудлон-Норт-Парк) в Майами, Флорида.